# Tirreno-Adriatico 2006
La 41e édition de la course cycliste à étapes Tirreno-Adriatico a lieu du 8 au 14 mars 2006. La course est la deuxième épreuve de l'UCI ProTour 2006.

## Présentation

### Equipes
Tirreno-Adriatico figurant au calendrier du ProTour, les 20 UCI Proteams sont présentes, auxquelles il faut ajouter cinq équipes continentales invitées.
| ProTeams (20)- Bouygues Télécom - Caisse d'Épargne-Illes Balears - Cofidis-Le Crédit par Téléphone - Crédit agricole - CSC - Davitamon-Lotto - Discovery Channel - Euskaltel-Euskadi - La Française des jeux - Lampre-Fondital - Liquigas - Phonak Hearing Systems - Rabobank - Saunier Duval-Prodir - T-Mobile - Liberty Seguros-Würth - AG2R Prévoyance - Quick Step-Innergetic - Team Milram - Gerolsteiner Équipes continentales professionnelles (5)- Barloworld - Ceramica Panaria-Navigare - Acqua & Sapone-Caffè Mokambo - LPR - Naturino-Sapore di Mare |
| |

## La course
- Finalement c'est le jeune Néerlandais Thomas Dekker qui remporte ce Tirreno-Adriatico. Avant le départ, il ne figurait pas parmi les favoris.
- L'Italien Paolo Bettini qui figurait parmi les grands favoris a dû abandonner à la troisième étape à la suite d'une chute, alors qu'il était en possession du maillot de leader du classement général après avoir gagné les deux premières étapes.
- Les principaux favoris, tels Jörg Jaksche, Alessandro Ballan, Paolo Savoldelli, Michael Boogerd et Ivan Basso, se sont bien illustrés pendant cette semaine de course et figurent en bonne position dans le top 10 final.
- D'autres courreurs plus ou moins inattendus ont réussi à tirer leur épingle du jeu comme Leonardo Bertagnolli (déclassé pour dopage par la suite), Karsten Kroon ou Thomas Danielson.
- Le vainqueur de l'an passé Óscar Freire a perdu tous ses espoirs de récidive cette année à la suite du contre-la-montre qui l'a fait rétrograder à plus d'une minute au classement général alors qu'il en était le leader la veille.

## Etapes
| Étape     | Date    | Villes étapes                          | type                        | Distance (km) | Vainqueur d'étape    | Leader du classement général |
| --------- | ------- | -------------------------------------- | --------------------------- | ------------- | -------------------- | ---------------------------- |
| 1re étape | 8 mars  | Tivoli – Tivoli                        | étape vallonnée             | 167           | Paolo Bettini        | Paolo Bettini                |
| 2e étape  | 9 mars  | Tivoli – Frascati                      | étape vallonnée             | 171           | Paolo Bettini        | Paolo Bettini                |
| 3e étape  | 10 mars | Avezzano – Paglieta                    | étape vallonnée             | 183           | Óscar Freire         | Óscar Freire                 |
| 4e étape  | 11 mars | Paglieta – Civitanova Marche           | étape de plaine             | 219           | Thor Hushovd         | Óscar Freire                 |
| 5e étape  | 12 mars | Servigliano – Servigliano              | contre-la-montre individuel | 20            | Fabian Cancellara    | Thomas Dekker                |
| 6e étape  | 13 mars | San Benedetto del Tronto – San Giacomo | étape de moyenne montagne   | 164           | Leonardo Bertagnolli | Thomas Dekker                |
| 7e étape  | 14 mars | Campli – San Benedetto del Tronto      | étape de plaine             | 166           | Alessandro Petacchi  | Thomas Dekker                |

Leonardo Bertagnolli a été disqualifié pour doage et sa victoire sur la 6e étape lui a été retiré.

## Les étapes

### 1reétape
La première étape s'est déroulée le 8 mars 2006 de Tivoli à Tivoli, sur une distance de 167 km.
| \| Classement de l'étape \| Classement de l'étape \| Classement de l'étape \| Classement de l'étape \| Classement de l'étape \| \| Coureur \| Coureur \| Pays \| Équipe \| Temps \| \| --------------------- \| --------------------- \| --------------------- \| ------------------------- \| --------------------- \| \| 1er \| Paolo Bettini \| Italie \| Quick Step-Innergetic \| 4 h 08 min 55 s \| \| 2e \| Erik Zabel \| Allemagne \| Team Milram \| + 0 s \| \| 3e \| Thor Hushovd \| Norvège \| Crédit Agricole \| + 0 s \| \| 4e \| Mikhaylo Khalilov \| Ukraine \| LPR \| + 0 s \| \| 5e \| Davide Rebellin \| Italie \| Gerolsteiner \| + 0 s \| \| 6e \| Stefano Garzelli \| Italie \| Liquigas \| + 0 s \| \| 7e \| Alessandro Ballan \| Italie \| Lampre-Fondital \| + 0 s \| \| 8e \| Luca Mazzanti \| Italie \| Ceramica Panaria-Navigare \| + 0 s \| \| 9e \| Riccardo Riccò \| Italie \| Saunier Duval-Prodir \| + 0 s \| \| 10e \| Óscar Freire \| Espagne \| Rabobank \| + 0 s \| |                   |           |                           |                 |
| |                   |           |                           |                 |
| |                   |           |                           |                 |
| Classement de l'étape |                   |           |                           |                 |
| Coureur | Coureur           | Pays      | Équipe                    | Temps           |
| 1er | Paolo Bettini     | Italie    | Quick Step-Innergetic     | 4 h 08 min 55 s |
| 2e | Erik Zabel        | Allemagne | Team Milram               | + 0 s           |
| 3e | Thor Hushovd      | Norvège   | Crédit Agricole           | + 0 s           |
| 4e | Mikhaylo Khalilov | Ukraine   | LPR                       | + 0 s           |
| 5e | Davide Rebellin   | Italie    | Gerolsteiner              | + 0 s           |
| 6e | Stefano Garzelli  | Italie    | Liquigas                  | + 0 s           |
| 7e | Alessandro Ballan | Italie    | Lampre-Fondital           | + 0 s           |
| 8e | Luca Mazzanti     | Italie    | Ceramica Panaria-Navigare | + 0 s           |
| 9e | Riccardo Riccò    | Italie    | Saunier Duval-Prodir      | + 0 s           |
| 10e | Óscar Freire      | Espagne   | Rabobank                  | + 0 s           |

| \| Classement général \| Classement général \| Classement général \| Classement général \| Classement général \| \| Coureur \| Coureur \| Pays \| Équipe \| Temps \| \| ------------------ \| ------------------ \| ------------------ \| ------------------------- \| ------------------ \| \| 1er \| Paolo Bettini \| Italie \| Quick Step-Innergetic \| 4 h 08 min 55 s \| \| 2e \| Erik Zabel \| Allemagne \| Team Milram \| + 4 s \| \| 3e \| Thor Hushovd \| Norvège \| Crédit Agricole \| + 6 s \| \| 4e \| Mikhaylo Khalilov \| Ukraine \| LPR \| + 10 s \| \| 5e \| Davide Rebellin \| Italie \| Gerolsteiner \| + 10 s \| \| 6e \| Stefano Garzelli \| Italie \| Liquigas \| + 10 s \| \| 7e \| Alessandro Ballan \| Italie \| Lampre-Fondital \| + 10 s \| \| 8e \| Luca Mazzanti \| Italie \| Ceramica Panaria-Navigare \| + 10 s \| \| 9e \| Riccardo Riccò \| Italie \| Saunier Duval-Prodir \| + 10 s \| \| 10e \| Óscar Freire \| Espagne \| Rabobank \| + 10 s \| |                   |           |                           |                 |
| |                   |           |                           |                 |
| |                   |           |                           |                 |
| Classement général |                   |           |                           |                 |
| Coureur | Coureur           | Pays      | Équipe                    | Temps           |
| 1er | Paolo Bettini     | Italie    | Quick Step-Innergetic     | 4 h 08 min 55 s |
| 2e | Erik Zabel        | Allemagne | Team Milram               | + 4 s           |
| 3e | Thor Hushovd      | Norvège   | Crédit Agricole           | + 6 s           |
| 4e | Mikhaylo Khalilov | Ukraine   | LPR                       | + 10 s          |
| 5e | Davide Rebellin   | Italie    | Gerolsteiner              | + 10 s          |
| 6e | Stefano Garzelli  | Italie    | Liquigas                  | + 10 s          |
| 7e | Alessandro Ballan | Italie    | Lampre-Fondital           | + 10 s          |
| 8e | Luca Mazzanti     | Italie    | Ceramica Panaria-Navigare | + 10 s          |
| 9e | Riccardo Riccò    | Italie    | Saunier Duval-Prodir      | + 10 s          |
| 10e | Óscar Freire      | Espagne   | Rabobank                  | + 10 s          |

### 2eétape
La deuxième étape s'est déroulée le 9 mars 2006 de Tivoli à Frascati, sur une distance de 171 km.
| \| Classement de l'étape \| Classement de l'étape \| Classement de l'étape \| Classement de l'étape \| Classement de l'étape \| \| Coureur \| Coureur \| Pays \| Équipe \| Temps \| \| --------------------- \| --------------------- \| --------------------- \| ----------------------- \| --------------------- \| \| 1er \| Paolo Bettini \| Italie \| Quick Step-Innergetic \| 4 h 03 min 19 s \| \| 2e \| Erik Zabel \| Allemagne \| Team Milram \| + 0 s \| \| 3e \| Mikhaylo Khalilov \| Ukraine \| LPR \| + 0 s \| \| 4e \| Alessandro Ballan \| Italie \| Lampre-Fondital \| + 0 s \| \| 5e \| Thor Hushovd \| Norvège \| Crédit Agricole \| + 0 s \| \| 6e \| Rinaldo Nocentini \| Italie \| Acqua & Sapone \| + 0 s \| \| 7e \| Óscar Freire \| Espagne \| Rabobank \| + 0 s \| \| 8e \| Luca Ascani \| Italie \| Naturino-Sapore di Mare \| + 0 s \| \| 9e \| Davide Rebellin \| Italie \| Gerolsteiner \| + 0 s \| \| 10e \| Christophe Le Mével \| France \| Crédit Agricole \| + 0 s \| |                     |           |                         |                 |
| |                     |           |                         |                 |
| |                     |           |                         |                 |
| Classement de l'étape |                     |           |                         |                 |
| Coureur | Coureur             | Pays      | Équipe                  | Temps           |
| 1er | Paolo Bettini       | Italie    | Quick Step-Innergetic   | 4 h 03 min 19 s |
| 2e | Erik Zabel          | Allemagne | Team Milram             | + 0 s           |
| 3e | Mikhaylo Khalilov   | Ukraine   | LPR                     | + 0 s           |
| 4e | Alessandro Ballan   | Italie    | Lampre-Fondital         | + 0 s           |
| 5e | Thor Hushovd        | Norvège   | Crédit Agricole         | + 0 s           |
| 6e | Rinaldo Nocentini   | Italie    | Acqua & Sapone          | + 0 s           |
| 7e | Óscar Freire        | Espagne   | Rabobank                | + 0 s           |
| 8e | Luca Ascani         | Italie    | Naturino-Sapore di Mare | + 0 s           |
| 9e | Davide Rebellin     | Italie    | Gerolsteiner            | + 0 s           |
| 10e | Christophe Le Mével | France    | Crédit Agricole         | + 0 s           |

| \| Classement général \| Classement général \| Classement général \| Classement général \| Classement général \| \| Coureur \| Coureur \| Pays \| Équipe \| Temps \| \| ------------------ \| -------------------- \| ------------------ \| ----------------------- \| ------------------ \| \| 1er \| Paolo Bettini \| Italie \| Quick Step-Innergetic \| 8 h 11 min 54 s \| \| 2e \| Erik Zabel \| Allemagne \| Team Milram \| + 8 s \| \| 3e \| Mikhaylo Khalilov \| Ukraine \| LPR \| + 16 s \| \| 4e \| Thor Hushovd \| Norvège \| Crédit Agricole \| + 16 s \| \| 5e \| Alessandro Ballan \| Italie \| Lampre-Fondital \| + 20 s \| \| 6e \| Davide Rebellin \| Italie \| Gerolsteiner \| + 20 s \| \| 7e \| Óscar Freire \| Espagne \| Rabobank \| + 20 s \| \| 8e \| Stefano Garzelli \| Italie \| Liquigas \| + 20 s \| \| 9e \| Rinaldo Nocentini \| Italie \| Acqua & Sapone \| + 20 s \| \| 10e \| Massimiliano Gentili \| Italie \| Naturino-Sapore di Mare \| + 20 s \| |                      |           |                         |                 |
| |                      |           |                         |                 |
| |                      |           |                         |                 |
| Classement général |                      |           |                         |                 |
| Coureur | Coureur              | Pays      | Équipe                  | Temps           |
| 1er | Paolo Bettini        | Italie    | Quick Step-Innergetic   | 8 h 11 min 54 s |
| 2e | Erik Zabel           | Allemagne | Team Milram             | + 8 s           |
| 3e | Mikhaylo Khalilov    | Ukraine   | LPR                     | + 16 s          |
| 4e | Thor Hushovd         | Norvège   | Crédit Agricole         | + 16 s          |
| 5e | Alessandro Ballan    | Italie    | Lampre-Fondital         | + 20 s          |
| 6e | Davide Rebellin      | Italie    | Gerolsteiner            | + 20 s          |
| 7e | Óscar Freire         | Espagne   | Rabobank                | + 20 s          |
| 8e | Stefano Garzelli     | Italie    | Liquigas                | + 20 s          |
| 9e | Rinaldo Nocentini    | Italie    | Acqua & Sapone          | + 20 s          |
| 10e | Massimiliano Gentili | Italie    | Naturino-Sapore di Mare | + 20 s          |

### 3eétape
La troisième étape s'est déroulée le 10 mars 2006 de Avezzano à Paglieta, sur une distance de 183 km.
| \| Classement de l'étape \| Classement de l'étape \| Classement de l'étape \| Classement de l'étape \| Classement de l'étape \| \| Coureur \| Coureur \| Pays \| Équipe \| Temps \| \| --------------------- \| --------------------- \| --------------------- \| ------------------------- \| --------------------- \| \| 1er \| Óscar Freire \| Espagne \| Rabobank \| 4 h 27 min 22 s \| \| 2e \| Igor Astarloa \| Espagne \| Barloworld \| + 0 s \| \| 3e \| Riccardo Riccò \| Italie \| Saunier Duval-Prodir \| + 0 s \| \| 4e \| Rinaldo Nocentini \| Italie \| Acqua & Sapone \| + 0 s \| \| 5e \| Alessandro Ballan \| Italie \| Lampre-Fondital \| + 0 s \| \| 6e \| Alessandro Petacchi \| Italie \| Team Milram \| + 0 s \| \| 7e \| Davide Rebellin \| Italie \| Gerolsteiner \| + 0 s \| \| 8e \| Luca Mazzanti \| Italie \| Ceramica Panaria-Navigare \| + 0 s \| \| 9e \| Thomas Dekker \| Pays-Bas \| Rabobank \| + 0 s \| \| 10e \| Massimiliano Gentili \| Italie \| Naturino-Sapore di Mare \| + 0 s \| |                      |          |                           |                 |
| |                      |          |                           |                 |
| |                      |          |                           |                 |
| Classement de l'étape |                      |          |                           |                 |
| Coureur | Coureur              | Pays     | Équipe                    | Temps           |
| 1er | Óscar Freire         | Espagne  | Rabobank                  | 4 h 27 min 22 s |
| 2e | Igor Astarloa        | Espagne  | Barloworld                | + 0 s           |
| 3e | Riccardo Riccò       | Italie   | Saunier Duval-Prodir      | + 0 s           |
| 4e | Rinaldo Nocentini    | Italie   | Acqua & Sapone            | + 0 s           |
| 5e | Alessandro Ballan    | Italie   | Lampre-Fondital           | + 0 s           |
| 6e | Alessandro Petacchi  | Italie   | Team Milram               | + 0 s           |
| 7e | Davide Rebellin      | Italie   | Gerolsteiner              | + 0 s           |
| 8e | Luca Mazzanti        | Italie   | Ceramica Panaria-Navigare | + 0 s           |
| 9e | Thomas Dekker        | Pays-Bas | Rabobank                  | + 0 s           |
| 10e | Massimiliano Gentili | Italie   | Naturino-Sapore di Mare   | + 0 s           |

| \| Classement général \| Classement général \| Classement général \| Classement général \| Classement général \| \| Coureur \| Coureur \| Pays \| Équipe \| Temps \| \| ------------------ \| -------------------- \| ------------------ \| ------------------------------- \| ------------------ \| \| 1er \| Óscar Freire \| Espagne \| Rabobank \| 12 h 29 min 36 s \| \| 2e \| Alessandro Ballan \| Italie \| Lampre-Fondital \| + 10 s \| \| 3e \| Davide Rebellin \| Italie \| Gerolsteiner \| + 10 s \| \| 4e \| Rinaldo Nocentini \| Italie \| Acqua & Sapone \| + 10 s \| \| 5e \| Luca Mazzanti \| Italie \| Ceramica Panaria-Navigare \| + 10 s \| \| 6e \| Massimiliano Gentili \| Italie \| Naturino-Sapore di Mare \| + 10 s \| \| 7e \| Leonardo Bertagnolli \| Italie \| Cofidis-Le Crédit par Téléphone \| DQ \| \| 8e \| Jörg Jaksche \| Allemagne \| Liberty Seguros-Würth \| + 10 s \| \| 9e \| Michael Boogerd \| Pays-Bas \| Rabobank \| DQ \| \| 10e \| Thomas Dekker \| Pays-Bas \| Rabobank \| + 10 s \| |                      |           |                                 |                  |
| |                      |           |                                 |                  |
| |                      |           |                                 |                  |
| Classement général |                      |           |                                 |                  |
| Coureur | Coureur              | Pays      | Équipe                          | Temps            |
| 1er | Óscar Freire         | Espagne   | Rabobank                        | 12 h 29 min 36 s |
| 2e | Alessandro Ballan    | Italie    | Lampre-Fondital                 | + 10 s           |
| 3e | Davide Rebellin      | Italie    | Gerolsteiner                    | + 10 s           |
| 4e | Rinaldo Nocentini    | Italie    | Acqua & Sapone                  | + 10 s           |
| 5e | Luca Mazzanti        | Italie    | Ceramica Panaria-Navigare       | + 10 s           |
| 6e | Massimiliano Gentili | Italie    | Naturino-Sapore di Mare         | + 10 s           |
| 7e | Leonardo Bertagnolli | Italie    | Cofidis-Le Crédit par Téléphone | DQ               |
| 8e | Jörg Jaksche         | Allemagne | Liberty Seguros-Würth           | + 10 s           |
| 9e | Michael Boogerd      | Pays-Bas  | Rabobank                        | DQ               |
| 10e | Thomas Dekker        | Pays-Bas  | Rabobank                        | + 10 s           |

Leonardo Bertagnolli et Michael Boogerd ont été disqualifiés à postériori.

### 4eétape
La quatrième étape s'est déroulée le 11 mars 2006, de Paglieta à Civitanova Marche, sur une distance de 219 km.
| \| Classement de l'étape \| Classement de l'étape \| Classement de l'étape \| Classement de l'étape \| Classement de l'étape \| \| Coureur \| Coureur \| Pays \| Équipe \| Temps \| \| --------------------- \| --------------------- \| --------------------- \| ------------------------- \| --------------------- \| \| 1er \| Thor Hushovd \| Norvège \| Crédit Agricole \| 5 h 21 min 13 s \| \| 2e \| Alessandro Petacchi \| Italie \| Team Milram \| + 0 s \| \| 3e \| Óscar Freire \| Espagne \| Rabobank \| + 0 s \| \| 4e \| Filippo Pozzato \| Italie \| Quick Step-Innergetic \| + 0 s \| \| 5e \| George Hincapie \| États-Unis \| Discovery Channel \| DQ \| \| 6e \| Mikhaylo Khalilov \| Ukraine \| LPR \| + 0 s \| \| 7e \| Lorenzo Bernucci \| Italie \| T-Mobile \| + 0 s \| \| 8e \| Maximiliano Richeze \| Argentine \| Ceramica Panaria-Navigare \| + 0 s \| \| 9e \| Alessandro Ballan \| Italie \| Lampre-Fondital \| + 0 s \| \| 10e \| Grégory Rast \| Suisse \| Phonak Hearing Systems \| + 0 s \| |                     |            |                           |                 |
| |                     |            |                           |                 |
| |                     |            |                           |                 |
| Classement de l'étape |                     |            |                           |                 |
| Coureur | Coureur             | Pays       | Équipe                    | Temps           |
| 1er | Thor Hushovd        | Norvège    | Crédit Agricole           | 5 h 21 min 13 s |
| 2e | Alessandro Petacchi | Italie     | Team Milram               | + 0 s           |
| 3e | Óscar Freire        | Espagne    | Rabobank                  | + 0 s           |
| 4e | Filippo Pozzato     | Italie     | Quick Step-Innergetic     | + 0 s           |
| 5e | George Hincapie     | États-Unis | Discovery Channel         | DQ              |
| 6e | Mikhaylo Khalilov   | Ukraine    | LPR                       | + 0 s           |
| 7e | Lorenzo Bernucci    | Italie     | T-Mobile                  | + 0 s           |
| 8e | Maximiliano Richeze | Argentine  | Ceramica Panaria-Navigare | + 0 s           |
| 9e | Alessandro Ballan   | Italie     | Lampre-Fondital           | + 0 s           |
| 10e | Grégory Rast        | Suisse     | Phonak Hearing Systems    | + 0 s           |

| \| Classement général \| Classement général \| Classement général \| Classement général \| Classement général \| \| Coureur \| Coureur \| Pays \| Équipe \| Temps \| \| ------------------ \| -------------------- \| ------------------ \| ------------------------------- \| ------------------ \| \| 1er \| Óscar Freire \| Espagne \| Rabobank \| 12 h 29 min 36 s \| \| 2e \| Alessandro Ballan \| Italie \| Lampre-Fondital \| + 14 s \| \| 3e \| Luca Mazzanti \| Italie \| Ceramica Panaria-Navigare \| + 14 s \| \| 4e \| Davide Rebellin \| Italie \| Gerolsteiner \| + 14 s \| \| 5e \| Massimiliano Gentili \| Italie \| Naturino-Sapore di Mare \| + 14 s \| \| 6e \| Rinaldo Nocentini \| Italie \| Acqua & Sapone \| + 14 s \| \| 7e \| Leonardo Bertagnolli \| Italie \| Cofidis-Le Crédit par Téléphone \| DQ \| \| 8e \| Jörg Jaksche \| Allemagne \| Liberty Seguros-Würth \| + 14 s \| \| 9e \| Michael Boogerd \| Pays-Bas \| Rabobank \| DQ \| \| 10e \| Thomas Dekker \| Pays-Bas \| Rabobank \| + 14 s \| |                      |           |                                 |                  |
| |                      |           |                                 |                  |
| |                      |           |                                 |                  |
| Classement général |                      |           |                                 |                  |
| Coureur | Coureur              | Pays      | Équipe                          | Temps            |
| 1er | Óscar Freire         | Espagne   | Rabobank                        | 12 h 29 min 36 s |
| 2e | Alessandro Ballan    | Italie    | Lampre-Fondital                 | + 14 s           |
| 3e | Luca Mazzanti        | Italie    | Ceramica Panaria-Navigare       | + 14 s           |
| 4e | Davide Rebellin      | Italie    | Gerolsteiner                    | + 14 s           |
| 5e | Massimiliano Gentili | Italie    | Naturino-Sapore di Mare         | + 14 s           |
| 6e | Rinaldo Nocentini    | Italie    | Acqua & Sapone                  | + 14 s           |
| 7e | Leonardo Bertagnolli | Italie    | Cofidis-Le Crédit par Téléphone | DQ               |
| 8e | Jörg Jaksche         | Allemagne | Liberty Seguros-Würth           | + 14 s           |
| 9e | Michael Boogerd      | Pays-Bas  | Rabobank                        | DQ               |
| 10e | Thomas Dekker        | Pays-Bas  | Rabobank                        | + 14 s           |

George Hincapie, Leonardo Bertagnolli et Michael Boogerd ont été disqualifiés à postériori.

### 5eétape
La cinquième étape s'est déroulée le 12 mars 2006.

Il s'agit d'un contre-la-montre individuel de 20 kilomètres autour de Servigliano.
| \| Classement de l'étape \| Classement de l'étape \| Classement de l'étape \| Classement de l'étape \| Classement de l'étape \| \| Coureur \| Coureur \| Pays \| Équipe \| Temps \| \| --------------------- \| --------------------- \| --------------------- \| ------------------------- \| --------------------- \| \| 1er \| Fabian Cancellara \| Suisse \| CSC \| 27 min 37 s \| \| 2e \| Leif Hoste \| Belgique \| Discovery Channel \| + 3 s \| \| 3e \| Thomas Dekker \| Pays-Bas \| Rabobank \| + 18 s \| \| 4e \| Jörg Jaksche \| Allemagne \| Liberty Seguros-Würth \| + 32 s \| \| 5e \| Alessandro Ballan \| Italie \| Lampre-Fondital \| + 38 s \| \| 6e \| Sergiy Matveyev \| Ukraine \| Ceramica Panaria-Navigare \| + 39 s \| \| 7e \| Franco Pellizotti \| Italie \| Liquigas \| + 42 s \| \| 8e \| Ivan Basso \| Italie \| CSC \| + 44 s \| \| 9e \| Paolo Savoldelli \| Italie \| Discovery Channel \| + 49 s \| \| 10e \| Tom Danielson \| États-Unis \| Discovery Channel \| DQ \| |                   |            |                           |             |
| |                   |            |                           |             |
| |                   |            |                           |             |
| Classement de l'étape |                   |            |                           |             |
| Coureur | Coureur           | Pays       | Équipe                    | Temps       |
| 1er | Fabian Cancellara | Suisse     | CSC                       | 27 min 37 s |
| 2e | Leif Hoste        | Belgique   | Discovery Channel         | + 3 s       |
| 3e | Thomas Dekker     | Pays-Bas   | Rabobank                  | + 18 s      |
| 4e | Jörg Jaksche      | Allemagne  | Liberty Seguros-Würth     | + 32 s      |
| 5e | Alessandro Ballan | Italie     | Lampre-Fondital           | + 38 s      |
| 6e | Sergiy Matveyev   | Ukraine    | Ceramica Panaria-Navigare | + 39 s      |
| 7e | Franco Pellizotti | Italie     | Liquigas                  | + 42 s      |
| 8e | Ivan Basso        | Italie     | CSC                       | + 44 s      |
| 9e | Paolo Savoldelli  | Italie     | Discovery Channel         | + 49 s      |
| 10e | Tom Danielson     | États-Unis | Discovery Channel         | DQ          |

| \| Classement général \| Classement général \| Classement général \| Classement général \| Classement général \| \| Coureur \| Coureur \| Pays \| Équipe \| Temps \| \| ------------------ \| -------------------- \| ------------------ \| ------------------------------- \| ------------------ \| \| 1er \| Thomas Dekker \| Pays-Bas \| Rabobank \| 18 h 28 min 44 s \| \| 2e \| Jörg Jaksche \| Allemagne \| Liberty Seguros-Würth \| + 14 s \| \| 3e \| Alessandro Ballan \| Italie \| Lampre-Fondital \| + 20 s \| \| 4e \| Paolo Savoldelli \| Italie \| Discovery Channel \| + 40 s \| \| 5e \| Michael Boogerd \| Pays-Bas \| Rabobank \| DQ \| \| 6e \| Tom Danielson \| États-Unis \| Discovery Channel \| DQ \| \| 7e \| Ivan Basso \| Italie \| CSC \| + 54 s \| \| 8e \| Karsten Kroon \| Pays-Bas \| CSC \| + 59 s \| \| 9e \| George Hincapie \| États-Unis \| Discovery Channel \| DQ \| \| 10e \| Leonardo Bertagnolli \| Italie \| Cofidis-Le Crédit par Téléphone \| DQ \| |                      |            |                                 |                  |
| |                      |            |                                 |                  |
| |                      |            |                                 |                  |
| Classement général |                      |            |                                 |                  |
| Coureur | Coureur              | Pays       | Équipe                          | Temps            |
| 1er | Thomas Dekker        | Pays-Bas   | Rabobank                        | 18 h 28 min 44 s |
| 2e | Jörg Jaksche         | Allemagne  | Liberty Seguros-Würth           | + 14 s           |
| 3e | Alessandro Ballan    | Italie     | Lampre-Fondital                 | + 20 s           |
| 4e | Paolo Savoldelli     | Italie     | Discovery Channel               | + 40 s           |
| 5e | Michael Boogerd      | Pays-Bas   | Rabobank                        | DQ               |
| 6e | Tom Danielson        | États-Unis | Discovery Channel               | DQ               |
| 7e | Ivan Basso           | Italie     | CSC                             | + 54 s           |
| 8e | Karsten Kroon        | Pays-Bas   | CSC                             | + 59 s           |
| 9e | George Hincapie      | États-Unis | Discovery Channel               | DQ               |
| 10e | Leonardo Bertagnolli | Italie     | Cofidis-Le Crédit par Téléphone | DQ               |

Tom Danielson, George Hincapie, Leonardo Bertagnolli et Michael Boogerd ont été disqualifiés à postériori.

### 6eétape
La sixième étape s'est déroulée le 13 mars 2006 de San Benedetto del Tronto à San Giacomo (it), sur une distance de 164 km.
| \| Classement de l'étape \| Classement de l'étape \| Classement de l'étape \| Classement de l'étape \| Classement de l'étape \| \| Coureur \| Coureur \| Pays \| Équipe \| Temps \| \| --------------------- \| --------------------- \| --------------------- \| ------------------------------- \| --------------------- \| \| 1er \| Leonardo Bertagnolli \| Italie \| Cofidis-Le Crédit par Téléphone \| DQ \| \| 2e \| Alessandro Petacchi \| Italie \| Team Milram \| + 0 s \| \| 3e \| Riccardo Riccò \| Italie \| Saunier Duval-Prodir \| + 0 s \| \| 4e \| Filippo Pozzato \| Italie \| Quick Step-Innergetic \| + 0 s \| \| 5e \| Igor Astarloa \| Espagne \| Barloworld \| + 0 s \| \| 6e \| Rinaldo Nocentini \| Italie \| Acqua & Sapone \| + 0 s \| \| 7e \| Mikhaylo Khalilov \| Ukraine \| LPR \| + 0 s \| \| 8e \| Davide Rebellin \| Italie \| Gerolsteiner \| + 0 s \| \| 9e \| Pedro Arreitunandia \| Espagne \| Barloworld \| + 0 s \| \| 10e \| Thor Hushovd \| Norvège \| Crédit Agricole \| + 0 s \| |                      |         |                                 |       |
| |                      |         |                                 |       |
| |                      |         |                                 |       |
| Classement de l'étape |                      |         |                                 |       |
| Coureur | Coureur              | Pays    | Équipe                          | Temps |
| 1er | Leonardo Bertagnolli | Italie  | Cofidis-Le Crédit par Téléphone | DQ    |
| 2e | Alessandro Petacchi  | Italie  | Team Milram                     | + 0 s |
| 3e | Riccardo Riccò       | Italie  | Saunier Duval-Prodir            | + 0 s |
| 4e | Filippo Pozzato      | Italie  | Quick Step-Innergetic           | + 0 s |
| 5e | Igor Astarloa        | Espagne | Barloworld                      | + 0 s |
| 6e | Rinaldo Nocentini    | Italie  | Acqua & Sapone                  | + 0 s |
| 7e | Mikhaylo Khalilov    | Ukraine | LPR                             | + 0 s |
| 8e | Davide Rebellin      | Italie  | Gerolsteiner                    | + 0 s |
| 9e | Pedro Arreitunandia  | Espagne | Barloworld                      | + 0 s |
| 10e | Thor Hushovd         | Norvège | Crédit Agricole                 | + 0 s |

| \| Classement général \| Classement général \| Classement général \| Classement général \| Classement général \| \| Coureur \| Coureur \| Pays \| Équipe \| Temps \| \| ------------------ \| -------------------- \| ------------------ \| ------------------------------- \| ------------------ \| \| 1er \| Thomas Dekker \| Pays-Bas \| Rabobank \| 23 h 09 min 24 s \| \| 2e \| Jörg Jaksche \| Allemagne \| Liberty Seguros-Würth \| + 14 s \| \| 3e \| Alessandro Ballan \| Italie \| Lampre-Fondital \| + 20 s \| \| 4e \| Paolo Savoldelli \| Italie \| Discovery Channel \| + 40 s \| \| 5e \| Michael Boogerd \| Pays-Bas \| Rabobank \| DQ \| \| 6e \| Leonardo Bertagnolli \| Italie \| Cofidis-Le Crédit par Téléphone \| DQ \| \| 7e \| Ivan Basso \| Italie \| CSC \| + 54 s \| \| 8e \| Karsten Kroon \| Pays-Bas \| CSC \| + 59 s \| \| 9e \| Tom Danielson \| États-Unis \| Discovery Channel \| DQ \| \| 10e \| George Hincapie \| États-Unis \| Discovery Channel \| DQ \| |                      |            |                                 |                  |
| |                      |            |                                 |                  |
| |                      |            |                                 |                  |
| Classement général |                      |            |                                 |                  |
| Coureur | Coureur              | Pays       | Équipe                          | Temps            |
| 1er | Thomas Dekker        | Pays-Bas   | Rabobank                        | 23 h 09 min 24 s |
| 2e | Jörg Jaksche         | Allemagne  | Liberty Seguros-Würth           | + 14 s           |
| 3e | Alessandro Ballan    | Italie     | Lampre-Fondital                 | + 20 s           |
| 4e | Paolo Savoldelli     | Italie     | Discovery Channel               | + 40 s           |
| 5e | Michael Boogerd      | Pays-Bas   | Rabobank                        | DQ               |
| 6e | Leonardo Bertagnolli | Italie     | Cofidis-Le Crédit par Téléphone | DQ               |
| 7e | Ivan Basso           | Italie     | CSC                             | + 54 s           |
| 8e | Karsten Kroon        | Pays-Bas   | CSC                             | + 59 s           |
| 9e | Tom Danielson        | États-Unis | Discovery Channel               | DQ               |
| 10e | George Hincapie      | États-Unis | Discovery Channel               | DQ               |

Tom Danielson, George Hincapie, Leonardo Bertagnolli et Michael Boogerd ont été disqualifiés à postériori.

### 7eétape
La septième et dernière étape s'est déroulée le 14 mars 2006, de Campli à San Benedetto del Tronto, sur une distance de 166 km.
| \| Classement de l'étape \| Classement de l'étape \| Classement de l'étape \| Classement de l'étape \| Classement de l'étape \| \| Coureur \| Coureur \| Pays \| Équipe \| Temps \| \| --------------------- \| --------------------- \| --------------------- \| ------------------------------- \| --------------------- \| \| 1er \| Alessandro Petacchi \| Italie \| Team Milram \| 4 h 22 min 50 s \| \| 2e \| Robbie McEwen \| Australie \| Davitamon-Lotto \| + 0 s \| \| 3e \| Paride Grillo \| Italie \| Ceramica Panaria-Navigare \| + 0 s \| \| 4e \| Thor Hushovd \| Norvège \| Crédit Agricole \| + 0 s \| \| 5e \| Erik Zabel \| Allemagne \| Team Milram \| + 0 s \| \| 6e \| Steven de Jongh \| Pays-Bas \| Quick Step-Innergetic \| + 0 s \| \| 7e \| Mikhaylo Khalilov \| Ukraine \| LPR \| + 0 s \| \| 8e \| Jimmy Casper \| France \| Cofidis-Le Crédit par Téléphone \| + 0 s \| \| 9e \| Uroš Murn \| Slovénie \| Phonak Hearing Systems \| + 0 s \| \| 10e \| Murilo Fischer \| Brésil \| Naturino-Sapore di Mare \| + 0 s \| |                     |           |                                 |                 |
| |                     |           |                                 |                 |
| |                     |           |                                 |                 |
| Classement de l'étape |                     |           |                                 |                 |
| Coureur | Coureur             | Pays      | Équipe                          | Temps           |
| 1er | Alessandro Petacchi | Italie    | Team Milram                     | 4 h 22 min 50 s |
| 2e | Robbie McEwen       | Australie | Davitamon-Lotto                 | + 0 s           |
| 3e | Paride Grillo       | Italie    | Ceramica Panaria-Navigare       | + 0 s           |
| 4e | Thor Hushovd        | Norvège   | Crédit Agricole                 | + 0 s           |
| 5e | Erik Zabel          | Allemagne | Team Milram                     | + 0 s           |
| 6e | Steven de Jongh     | Pays-Bas  | Quick Step-Innergetic           | + 0 s           |
| 7e | Mikhaylo Khalilov   | Ukraine   | LPR                             | + 0 s           |
| 8e | Jimmy Casper        | France    | Cofidis-Le Crédit par Téléphone | + 0 s           |
| 9e | Uroš Murn           | Slovénie  | Phonak Hearing Systems          | + 0 s           |
| 10e | Murilo Fischer      | Brésil    | Naturino-Sapore di Mare         | + 0 s           |

| \| Classement général \| Classement général \| Classement général \| Classement général \| Classement général \| \| Coureur \| Coureur \| Pays \| Équipe \| Temps \| \| ------------------ \| -------------------- \| ------------------ \| ------------------------------- \| ------------------ \| \| 1er \| Thomas Dekker \| Pays-Bas \| Rabobank \| 27 h 50 min 04 s \| \| 2e \| Jörg Jaksche \| Allemagne \| Liberty Seguros-Würth \| + 14 s \| \| 3e \| Alessandro Ballan \| Italie \| Lampre-Fondital \| + 20 s \| \| 4e \| Paolo Savoldelli \| Italie \| Discovery Channel \| + 40 s \| \| 5e \| Michael Boogerd \| Pays-Bas \| Rabobank \| DQ \| \| 6e \| Leonardo Bertagnolli \| Italie \| Cofidis-Le Crédit par Téléphone \| DQ \| \| 7e \| Ivan Basso \| Italie \| CSC \| + 54 s \| \| 8e \| George Hincapie \| États-Unis \| Discovery Channel \| DQ \| \| 9e \| Karsten Kroon \| Pays-Bas \| CSC \| + 58 s \| \| 10e \| Tom Danielson \| États-Unis \| Discovery Channel \| DQ \| |                      |            |                                 |                  |
| |                      |            |                                 |                  |
| |                      |            |                                 |                  |
| Classement général |                      |            |                                 |                  |
| Coureur | Coureur              | Pays       | Équipe                          | Temps            |
| 1er | Thomas Dekker        | Pays-Bas   | Rabobank                        | 27 h 50 min 04 s |
| 2e | Jörg Jaksche         | Allemagne  | Liberty Seguros-Würth           | + 14 s           |
| 3e | Alessandro Ballan    | Italie     | Lampre-Fondital                 | + 20 s           |
| 4e | Paolo Savoldelli     | Italie     | Discovery Channel               | + 40 s           |
| 5e | Michael Boogerd      | Pays-Bas   | Rabobank                        | DQ               |
| 6e | Leonardo Bertagnolli | Italie     | Cofidis-Le Crédit par Téléphone | DQ               |
| 7e | Ivan Basso           | Italie     | CSC                             | + 54 s           |
| 8e | George Hincapie      | États-Unis | Discovery Channel               | DQ               |
| 9e | Karsten Kroon        | Pays-Bas   | CSC                             | + 58 s           |
| 10e | Tom Danielson        | États-Unis | Discovery Channel               | DQ               |

Tom Danielson, George Hincapie, Leonardo Bertagnolli et Michael Boogerd ont été disqualifiés à postériori.

## Classements finals

### Classement général
| \| Classement général \| Classement général \| Classement général \| Classement général \| Classement général \| \| Coureur \| Coureur \| Pays \| Équipe \| Temps \| \| ------------------ \| -------------------- \| ------------------ \| ------------------------------- \| ------------------ \| \| 1er \| Thomas Dekker \| Pays-Bas \| Rabobank \| 27 h 50 min 04 s \| \| 2e \| Jörg Jaksche \| Allemagne \| Liberty Seguros-Würth \| + 14 s \| \| 3e \| Alessandro Ballan \| Italie \| Lampre-Fondital \| + 20 s \| \| 4e \| Paolo Savoldelli \| Italie \| Discovery Channel \| + 40 s \| \| 5e \| Michael Boogerd \| Pays-Bas \| Rabobank \| DQ \| \| 6e \| Leonardo Bertagnolli \| Italie \| Cofidis-Le Crédit par Téléphone \| DQ \| \| 7e \| Ivan Basso \| Italie \| CSC \| + 54 s \| \| 8e \| George Hincapie \| États-Unis \| Discovery Channel \| DQ \| \| 9e \| Karsten Kroon \| Pays-Bas \| CSC \| + 58 s \| \| 10e \| Tom Danielson \| États-Unis \| Discovery Channel \| DQ \| |                      |            |                                 |                  |
| |                      |            |                                 |                  |
| |                      |            |                                 |                  |
| Classement général |                      |            |                                 |                  |
| Coureur | Coureur              | Pays       | Équipe                          | Temps            |
| 1er | Thomas Dekker        | Pays-Bas   | Rabobank                        | 27 h 50 min 04 s |
| 2e | Jörg Jaksche         | Allemagne  | Liberty Seguros-Würth           | + 14 s           |
| 3e | Alessandro Ballan    | Italie     | Lampre-Fondital                 | + 20 s           |
| 4e | Paolo Savoldelli     | Italie     | Discovery Channel               | + 40 s           |
| 5e | Michael Boogerd      | Pays-Bas   | Rabobank                        | DQ               |
| 6e | Leonardo Bertagnolli | Italie     | Cofidis-Le Crédit par Téléphone | DQ               |
| 7e | Ivan Basso           | Italie     | CSC                             | + 54 s           |
| 8e | George Hincapie      | États-Unis | Discovery Channel               | DQ               |
| 9e | Karsten Kroon        | Pays-Bas   | CSC                             | + 58 s           |
| 10e | Tom Danielson        | États-Unis | Discovery Channel               | DQ               |

Michael Boogerd, George Hincapie, Leonardo Bertagnolli et Tom Danielson sont déclassés pour dopage.
| Classement par points | Classement par points | Classement par points | Classement par points | Classement par points |
| Coureur               | Coureur               | Pays                  | Équipe                | Points                |
| --------------------- | --------------------- | --------------------- | --------------------- | --------------------- |
| 1er                   | Alessandro Petacchi   | Italie                | Team Milram           | 37 pts                |
| 2e                    | Thor Hushovd          | Norvège               | Crédit Agricole       | 34 pts                |
| 3e                    | Mikhaylo Khalilov     | Ukraine               | LPR                   | 28 pts                |
| 4e                    | Erik Zabel            | Allemagne             | Team Milram           | 26 pts                |
| 5e                    | Óscar Freire          | Espagne               | Rabobank              | 25 pts                |
| 6e                    | Alessandro Ballan     | Italie                | Lampre-Fondital       | 25 pts                |
| 7e                    | Riccardo Riccò        | Italie                | Saunier Duval-Prodir  | 18 pts                |
| 8e                    | Fabian Cancellara     | Suisse                | CSC                   | 17 pts                |
| 9e                    | Rinaldo Nocentini     | Italie                | Acqua & Sapone        | 17 pts                |
| 10e                   | Igor Astarloa         | Espagne               | Barloworld            | 16 pts                |

| Classement par points | Classement par points | Classement par points | Classement par points | Classement par points |
| Coureur               | Coureur               | Pays                  | Équipe                | Points                |
| --------------------- | --------------------- | --------------------- | --------------------- | --------------------- |
| 1er                   | Alessandro Petacchi   | Italie                | Team Milram           | 37 pts                |
| 2e                    | Thor Hushovd          | Norvège               | Crédit Agricole       | 34 pts                |
| 3e                    | Mikhaylo Khalilov     | Ukraine               | LPR                   | 28 pts                |
| 4e                    | Erik Zabel            | Allemagne             | Team Milram           | 26 pts                |
| 5e                    | Óscar Freire          | Espagne               | Rabobank              | 25 pts                |
| 6e                    | Alessandro Ballan     | Italie                | Lampre-Fondital       | 25 pts                |
| 7e                    | Riccardo Riccò        | Italie                | Saunier Duval-Prodir  | 18 pts                |
| 8e                    | Fabian Cancellara     | Suisse                | CSC                   | 17 pts                |
| 9e                    | Rinaldo Nocentini     | Italie                | Acqua & Sapone        | 17 pts                |
| 10e                   | Igor Astarloa         | Espagne               | Barloworld            | 16 pts                |

| Classement de la montagne | Classement de la montagne | Classement de la montagne | Classement de la montagne      | Classement de la montagne |
| Coureur                   | Coureur                   | Pays                      | Équipe                         | Points                    |
| ------------------------- | ------------------------- | ------------------------- | ------------------------------ | ------------------------- |
| 1er                       | José Joaquín Rojas        | Espagne                   | Liberty Seguros-Würth          | 11 pts                    |
| 2e                        | Daniele Contrini          | Italie                    | LPR                            | 11 pts                    |
| 3e                        | Matteo Priamo             | Italie                    | Ceramica Panaria-Navigare      | 8 pts                     |
| 4e                        | José Ignacio Gutiérrez    | Espagne                   | Phonak Hearing Systems         | 7 pts                     |
| 5e                        | Alessandro Ballan         | Italie                    | Lampre-Fondital                | 5 pts                     |
| 6e                        | Vladimir Efimkin          | Russie                    | Caisse d'Épargne-Illes Balears | 5 pts                     |
| 7e                        | Fortunato Baliani         | Italie                    | Ceramica Panaria-Navigare      | 5 pts                     |
| 8e                        | Joseba Albizu             | Espagne                   | Euskaltel-Euskadi              | 5 pts                     |
| 9e                        | Giampaolo Cheula          | Italie                    | Barloworld                     | 5 pts                     |
| 10e                       | Ivan Basso                | Italie                    | CSC                            | 3 pts                     |

| Classement de la montagne | Classement de la montagne | Classement de la montagne | Classement de la montagne      | Classement de la montagne |
| Coureur                   | Coureur                   | Pays                      | Équipe                         | Points                    |
| ------------------------- | ------------------------- | ------------------------- | ------------------------------ | ------------------------- |
| 1er                       | José Joaquín Rojas        | Espagne                   | Liberty Seguros-Würth          | 11 pts                    |
| 2e                        | Daniele Contrini          | Italie                    | LPR                            | 11 pts                    |
| 3e                        | Matteo Priamo             | Italie                    | Ceramica Panaria-Navigare      | 8 pts                     |
| 4e                        | José Ignacio Gutiérrez    | Espagne                   | Phonak Hearing Systems         | 7 pts                     |
| 5e                        | Alessandro Ballan         | Italie                    | Lampre-Fondital                | 5 pts                     |
| 6e                        | Vladimir Efimkin          | Russie                    | Caisse d'Épargne-Illes Balears | 5 pts                     |
| 7e                        | Fortunato Baliani         | Italie                    | Ceramica Panaria-Navigare      | 5 pts                     |
| 8e                        | Joseba Albizu             | Espagne                   | Euskaltel-Euskadi              | 5 pts                     |
| 9e                        | Giampaolo Cheula          | Italie                    | Barloworld                     | 5 pts                     |
| 10e                       | Ivan Basso                | Italie                    | CSC                            | 3 pts                     |

| Classement par équipes | Classement par équipes | Classement par équipes | Classement par équipes |
| Équipe                 | Équipe                 | Pays                   | Temps                  |
| ---------------------- | ---------------------- | ---------------------- | ---------------------- |
| 1re                    | Discovery Channel      | États-Unis             | 82 h 38 min 09 s       |
| 2e                     | CSC                    | Danemark               | + 17 s                 |
| 3e                     | Liberty Seguros-Würth  | Espagne                | + 2 min 40 s           |
| 4e                     | Gerolsteiner           | Allemagne              | + 2 min 58 s           |
| 5e                     | Phonak Hearing Systems | Suisse                 | + 3 min 34 s           |
| 6e                     | Saunier Duval-Prodir   | Espagne                | + 4 min 51 s           |
| 7e                     | Rabobank               | Pays-Bas               | + 4 min 53 s           |
| 8e                     | T-Mobile               | Allemagne              | + 4 min 56 s           |
| 9e                     | Barloworld             | Royaume-Uni            | + 6 min 10 s           |
| 10e                    | Euskaltel-Euskadi      | Espagne                | + 6 min 53 s           |

| Classement par équipes | Classement par équipes | Classement par équipes | Classement par équipes |
| Équipe                 | Équipe                 | Pays                   | Temps                  |
| ---------------------- | ---------------------- | ---------------------- | ---------------------- |
| 1re                    | Discovery Channel      | États-Unis             | 82 h 38 min 09 s       |
| 2e                     | CSC                    | Danemark               | + 17 s                 |
| 3e                     | Liberty Seguros-Würth  | Espagne                | + 2 min 40 s           |
| 4e                     | Gerolsteiner           | Allemagne              | + 2 min 58 s           |
| 5e                     | Phonak Hearing Systems | Suisse                 | + 3 min 34 s           |
| 6e                     | Saunier Duval-Prodir   | Espagne                | + 4 min 51 s           |
| 7e                     | Rabobank               | Pays-Bas               | + 4 min 53 s           |
| 8e                     | T-Mobile               | Allemagne              | + 4 min 56 s           |
| 9e                     | Barloworld             | Royaume-Uni            | + 6 min 10 s           |
| 10e                    | Euskaltel-Euskadi      | Espagne                | + 6 min 53 s           |

### Classement du ProTour
La course attribue des points au classement UCI ProTour 2006 selon le barème suivant :
| Position           | 1er | 2e | 3e | 4e | 5e | 6e | 7e | 8e | 9e | 10e |
| Classement général | 50  | 40 | 35 | 30 | 25 | 20 | 15 | 10 | 5  | 1   |
| Etapes             | 3   | 2  | 1  |    |    |    |    |    |    |     |

Après cette deuxième épreuve le classement est le suivant :
| # | Coureur           | Équipe                         | Points | Précédent | Evolution     |
| - | ----------------- | ------------------------------ | ------ | --------- | ------------- |
| 1 | Floyd Landis      | Phonak                         | 52     | 1         | en stagnation |
| 2 | Thomas Dekker     | Rabobank                       | 51     | Entrée    | Entrée        |
| 3 | Patxi Vila        | Lampre-Fondital                | 43     | 2         | -1            |
| 4 | Jörg Jaksche      | Liberty Seguros-Würth          | 40     | Entrée    | Entrée        |
| 5 | Antonio Colom     | Caisse d'Épargne-Illes Balears | 35     | 3         | -2            |
| 5 | Alessandro Ballan | Lampre-Fondital                | 35     | Entrée    | Entrée        |
| 7 | Samuel Sánchez    | Euskaltel-Euskadi              | 31     | 4         | -3            |
| 8 | Paolo Savoldelli  | Discovery Channel              | 30     | Entrée    | Entrée        |
| 9 | Fränk Schleck     | CSC                            | 25     | 5         | -4            |
| 9 | Michael Boogerd   | Rabobank                       | 25     | Entrée    | Entrée        |

| #  | Équipe                | Points | Précédent | Evolution     |
| -- | --------------------- | ------ | --------- | ------------- |
| 1  | Discovery Channel     | 39     | 1         | +1            |
| 2  | Liberty Seguros-Würth | 36     | 2         | +1            |
| 3  | Phonak                | 31     | 6         | +3            |
| 4  | Crédit agricole       | 25     | 4         | en stagnation |
| 4  | Euskaltel-Euskadi     | 25     | 7         | +3            |
| 6  | Gerolsteiner          | 24     | 14        | +8            |
| 7  | Rabobank              | 23     | 12        | +5            |
| 7  | Saunier Duval-Prodir  | 23     | 13        | +6            |
| 7  | CSC                   | 23     | 17        | +10           |
| 10 | Lampre-Fondital       | 22     | 1         | -9            |

| #  | Pays       | Points | Précédent | Evolution     |
| -- | ---------- | ------ | --------- | ------------- |
| 1  | Espagne    | 118    | 1         | en stagnation |
| 2  | Italie     | 113    | 6         | +4            |
| 3  | Pays-Bas   | 98     | 5         | +2            |
| 4  | États-Unis | 67     | 2         | -2            |
| 5  | Allemagne  | 45     | 13        | +8            |
| 6  | Luxembourg | 25     | 3         | -3            |
| 7  | Portugal   | 20     | 4         | -3            |
| 8  | Belgique   | 11     | 7         | -1            |
| 9  | Australie  | 9      | 8         | -1            |
| 10 | Suisse     | 6      | 11        | +1            |

## Évolution des classements
| Etape              | Vainqueur            | Général       | Montagne           | Points              | Équipe            |
| ------------------ | -------------------- | ------------- | ------------------ | ------------------- | ----------------- |
| Étape 1            | Paolo Bettini        | Paolo Bettini | Matteo Priamo      | Paolo Bettini       | Gerolsteiner      |
| Étape 2            | Paolo Bettini        | Paolo Bettini | Daniele Contrini   | Paolo Bettini       | Crédit agricole   |
| Étape 3            | Oscar Freire         | Oscar Freire  | Daniele Contrini   | Erik Zabel          | Rabobank          |
| Étape 4            | Thor Hushovd         | Oscar Freire  | José Joaquín Rojas | Thor Hushovd        | Rabobank          |
| Étape 5            | Fabian Cancellara    | Thomas Dekker | José Joaquín Rojas | Thor Hushovd        | Discovery Channel |
| Étape 6            | Leonardo Bertagnolli | Thomas Dekker | José Joaquín Rojas | Thor Hushovd        | Discovery Channel |
| Étape 7            | Alessandro Petacchi  | Thomas Dekker | José Joaquín Rojas | Alessandro Petacchi | Discovery Channel |
| Classement général | Classement général   | Thomas Dekker | José Joaquín Rojas | Alessandro Petacchi | Discovery Channel |

## Liste des participants
| Rabobank RAB | Rabobank RAB              | Rabobank RAB |
| ------------ | ------------------------- | ------------ |
| Num          | Coureur                   | Pos          |
| 1            | Óscar Freire (ESP)        | 51e          |
| 2            | Thomas Dekker (NED)       | 1er          |
| 3            | Michael Boogerd (NED)     | 5e           |
| 4            | Juan Antonio Flecha (ESP) | 66e          |
| 5            | Pedro Horrillo (ESP)      | 142e         |
| 6            | Bram de Groot (NED)       | 155e         |
| 7            | Marc Wauters (BEL)        | 165e         |
| 8            | Thorwald Veneberg (NED)   | AB-6         |

| Acqua & Sapone ASA | Acqua & Sapone ASA       | Acqua & Sapone ASA |
| ------------------ | ------------------------ | ------------------ |
| Num                | Coureur                  | Pos                |
| 11                 | Aleksandr Arekeev (RUS)  | 40e                |
| 12                 | Gabriele Balducci (ITA)  | 161e               |
| 13                 | Giuseppe Palumbo (ITA)   | 130e               |
| 14                 | Simone Masciarelli (ITA) | AB-6               |
| 15                 | Rinaldo Nocentini (ITA)  | 13e                |
| 16                 | Andrus Aug (EST)         | 154e               |
| 17                 | Mauricio Soler (COL)     | 50e                |
| 18                 | Andrea Tonti (ITA)       | NP-4               |

| AG2R Prévoyance A2R | AG2R Prévoyance A2R   | AG2R Prévoyance A2R |
| ------------------- | --------------------- | ------------------- |
| Num                 | Coureur               | Pos                 |
| 21                  | Sylvain Calzati (FRA) | AB-6                |
| 22                  | Íñigo Chaurreau (ESP) | 138e                |
| 23                  | Simon Gerrans (AUS)   | NP-6                |
| 24                  | Yuriy Krivtsov (UKR)  | 48e                 |
| 25                  | Laurent Mangel (FRA)  | 159e                |
| 26                  | Mark Scanlon (IRL)    | 144e                |
| 27                  | Ludovic Turpin (FRA)  | AB-6                |
| 28                  | Aliaksandr Usau (BLR) | AB-6                |

| Barloworld BAR | Barloworld BAR            | Barloworld BAR |
| -------------- | ------------------------- | -------------- |
| Num            | Coureur                   | Pos            |
| 31             | Pedro Arreitunandia (ESP) | 24e            |
| 32             | Igor Astarloa (ESP)       | 69e            |
| 33             | Giampaolo Cheula (ITA)    | 104e           |
| 34             | Mads Christensen (DEN)    | 111e           |
| 35             | Enrico Degano (ITA)       | 166e           |
| 36             | Alexander Efimkin (RUS)   | 84e            |
| 37             | Mauro Facci (ITA)         | 146e           |
| 38             | Hugo Sabido (POR)         | 15e            |

| Bouygues Telecom BTL | Bouygues Telecom BTL   | Bouygues Telecom BTL |
| -------------------- | ---------------------- | -------------------- |
| Num                  | Coureur                | Pos                  |
| 41                   | Walter Bénéteau (FRA)  | 67e                  |
| 42                   | Olivier Bonnaire (FRA) | 78e                  |
| 43                   | Andy Flickinger (FRA)  | 153e                 |
| 44                   | Anthony Geslin (FRA)   | 62e                  |
| 45                   | Rony Martias (FRA)     | AB-6                 |
| 46                   | Alexandre Pichot (FRA) | 106e                 |
| 47                   | Franck Renier (FRA)    | 131e                 |
| 48                   | Matthieu Sprick (FRA)  | AB-4                 |

| Caisse d'Épargne-Illes Balears CEI | Caisse d'Épargne-Illes Balears CEI | Caisse d'Épargne-Illes Balears CEI |
| ---------------------------------- | ---------------------------------- | ---------------------------------- |
| Num                                | Coureur                            | Pos                                |
| 51                                 | Vladimir Efimkin (RUS)             | 68e                                |
| 52                                 | Imanol Erviti (ESP)                | 46e                                |
| 53                                 | Mathieu Perget (FRA)               | 122e                               |
| 54                                 | Isaac Gálvez (ESP)                 | AB-3                               |
| 55                                 | José Iván Gutiérrez (ESP)          | AB-1                               |
| 56                                 | Pablo Lastras (ESP)                | 38e                                |
| 57                                 | Iker Leonet (ESP)                  | 92e                                |
| 58                                 | Constantino Zaballa (ESP)          | 26e                                |

| Ceramica Panaria-Navigare PAN | Ceramica Panaria-Navigare PAN | Ceramica Panaria-Navigare PAN |
| ----------------------------- | ----------------------------- | ----------------------------- |
| Num                           | Coureur                       | Pos                           |
| 61                            | Mirko Allegrini (ITA)         | 132e                          |
| 62                            | Fortunato Baliani (ITA)       | 70e                           |
| 63                            | Paride Grillo (ITA)           | 114e                          |
| 64                            | Sergiy Matveyev (UKR)         | 158e                          |
| 65                            | Luca Mazzanti (ITA)           | 34e                           |
| 66                            | Matteo Priamo (ITA)           | 152e                          |
| 67                            | Maximiliano Richeze (ARG)     | 145e                          |
| 68                            | Emanuele Sella (ITA)          | AB-2                          |

| Cofidis-Le Crédit par Téléphone COF | Cofidis-Le Crédit par Téléphone COF | Cofidis-Le Crédit par Téléphone COF |
| ----------------------------------- | ----------------------------------- | ----------------------------------- |
| Num                                 | Coureur                             | Pos                                 |
| 71                                  | Leonardo Bertagnolli (ITA)          | 6e                                  |
| 72                                  | Jimmy Casper (FRA)                  | 164e                                |
| 73                                  | Arnaud Coyot (FRA)                  | 125e                                |
| 74                                  | Bingen Fernández (ESP)              | 86e                                 |
| 75                                  | Amaël Moinard (FRA)                 | 77e                                 |
| 76                                  | Cristian Moreni (ITA)               | 64e                                 |
| 77                                  | Luis Pérez Rodríguez (ESP)          | 143e                                |
| 78                                  | Frédéric Bessy (FRA)                | 97e                                 |

| Crédit Agricole C.A | Crédit Agricole C.A       | Crédit Agricole C.A |
| ------------------- | ------------------------- | ------------------- |
| Num                 | Coureur                   | Pos                 |
| 81                  | Francesco Bellotti (ITA)  | 110e                |
| 82                  | László Bodrogi (HUN)      | 151e                |
| 83                  | Sébastien Hinault (FRA)   | 115e                |
| 84                  | Thor Hushovd (NOR)        | 28e                 |
| 85                  | Christophe Le Mével (FRA) | 41e                 |
| 86                  | Cyril Lemoine (FRA)       | 96e                 |
| 87                  | Jaan Kirsipuu (EST)       | AB-3                |
| 88                  | Nicolas Vogondy (FRA)     | 89e                 |

| Davitamon-Lotto DVL | Davitamon-Lotto DVL     | Davitamon-Lotto DVL |
| ------------------- | ----------------------- | ------------------- |
| Num                 | Coureur                 | Pos                 |
| 91                  | Wim De Vocht (BEL)      | 156e                |
| 92                  | Björn Leukemans (BEL)   | 109e                |
| 93                  | Robbie McEwen (AUS)     | 136e                |
| 94                  | Fred Rodriguez (USA)    | AB-3                |
| 95                  | Léon van Bon (NED)      | AB-4                |
| 96                  | Peter Van Petegem (BEL) | 88e                 |
| 97                  | Wim Vansevenant (BEL)   | 126e                |
| 98                  | Henk Vogels (AUS)       | 135e                |

| Discovery Channel DSC | Discovery Channel DSC    | Discovery Channel DSC |
| --------------------- | ------------------------ | --------------------- |
| Num                   | Coureur                  | Pos                   |
| 101                   | Michael Barry (CAN)      | 53e                   |
| 102                   | Stijn Devolder (BEL)     | 119e                  |
| 103                   | Viatcheslav Ekimov (RUS) | 74e                   |
| 104                   | Tom Danielson (USA)      | 10e                   |
| 105                   | George Hincapie (USA)    | 8e                    |
| 106                   | Leif Hoste (BEL)         | 61e                   |
| 107                   | Paolo Savoldelli (ITA)   | 4e                    |
| 108                   | Pavel Padrnos (CZE)      | 85e                   |

| Euskaltel-Euskadi EUS | Euskaltel-Euskadi EUS    | Euskaltel-Euskadi EUS |
| --------------------- | ------------------------ | --------------------- |
| Num                   | Coureur                  | Pos                   |
| 111                   | Joseba Albizu (ESP)      | 101e                  |
| 112                   | Unai Etxebarria (VEN)    | 91e                   |
| 113                   | David Herrero (ESP)      | 120e                  |
| 114                   | Rubén Pérez (ESP)        | 55e                   |
| 115                   | Iñaki Isasi (ESP)        | 29e                   |
| 116                   | Beñat Albizuri (ESP)     | 136e                  |
| 117                   | David López García (ESP) | 36e                   |
| 118                   | Roberto Laiseka (ESP)    | 162e                  |

| La Française des jeux FDJ | La Française des jeux FDJ | La Française des jeux FDJ |
| ------------------------- | ------------------------- | ------------------------- |
| Num                       | Coureur                   | Pos                       |
| 121                       | Ludovic Auger (FRA)       | 82e                       |
| 122                       | Mickaël Delage (FRA)      | 148e                      |
| 123                       | Bernhard Eisel (AUT)      | 100e                      |
| 124                       | Arnaud Gérard (FRA)       | 141e                      |
| 125                       | Philippe Gilbert (BEL)    | 39e                       |
| 126                       | Frédéric Guesdon (FRA)    | 72e                       |
| 127                       | Christophe Mengin (FRA)   | 107e                      |
| 128                       | Cyrille Monnerais (FRA)   | 49e                       |

| Gerolsteiner GST | Gerolsteiner GST       | Gerolsteiner GST |
| ---------------- | ---------------------- | ---------------- |
| Num              | Coureur                | Pos              |
| 131              | Levi Leipheimer (USA)  | AB-7             |
| 132              | René Haselbacher (AUT) | 163e             |
| 133              | Frank Høj (DEN)        | 116e             |
| 134              | David Kopp (GER)       | 47e              |
| 135              | Sven Krauss (GER)      | NP-5             |
| 136              | Andrea Moletta (ITA)   | 20e              |
| 137              | Davide Rebellin (ITA)  | 11e              |
| 138              | Fabian Wegmann (GER)   | 18e              |

| Lampre-Fondital LAM | Lampre-Fondital LAM      | Lampre-Fondital LAM |
| ------------------- | ------------------------ | ------------------- |
| Num                 | Coureur                  | Pos                 |
| 141                 | Daniele Bennati (ITA)    | NP-2                |
| 142                 | Giuliano Figueras (ITA)  | 81e                 |
| 143                 | Daniele Righi (ITA)      | 30e                 |
| 144                 | Ruggero Marzoli (ITA)    | NP-5                |
| 145                 | Alessandro Ballan (ITA)  | 3e                  |
| 146                 | Paolo Fornaciari (ITA)   | 103e                |
| 147                 | Salvatore Commesso (ITA) | 137e                |
| 148                 | Claudio Corioni (ITA)    | 99e                 |

| Liberty Seguros-Würth LSW | Liberty Seguros-Würth LSW  | Liberty Seguros-Würth LSW |
| ------------------------- | -------------------------- | ------------------------- |
| Num                       | Coureur                    | Pos                       |
| 151                       | Giampaolo Caruso (ITA)     | 56e                       |
| 152                       | Jörg Jaksche (GER)         | 2e                        |
| 153                       | Aaron Kemps (AUS)          | 112e                      |
| 154                       | Isidro Nozal (ESP)         | 60e                       |
| 155                       | Javier Ramírez Abeja (ESP) | 73e                       |
| 156                       | José Joaquín Rojas (ESP)   | 90e                       |
| 157                       | Michele Scarponi (ITA)     | 57e                       |
| 158                       | Ángel Vicioso (ESP)        | 31e                       |

| Liquigas LIQ | Liquigas LIQ                 | Liquigas LIQ |
| ------------ | ---------------------------- | ------------ |
| Num          | Coureur                      | Pos          |
| 161          | Magnus Bäckstedt (SWE)       | 167e         |
| 162          | Danilo Di Luca (ITA)         | 133e         |
| 163          | Stefano Garzelli (ITA)       | 16e          |
| 164          | Marco Milesi (ITA)           | AB-4         |
| 165          | Luca Paolini (ITA)           | 71e          |
| 166          | Franco Pellizotti (ITA)      | 83e          |
| 167          | Alessandro Spezialetti (ITA) | AB-7         |
| 168          | Stefano Zanini (ITA)         | 123e         |

| Naturino-Sapore di Mare NSM | Naturino-Sapore di Mare NSM | Naturino-Sapore di Mare NSM |
| --------------------------- | --------------------------- | --------------------------- |
| Num                         | Coureur                     | Pos                         |
| 171                         | Valerio Agnoli (ITA)        | 87e                         |
| 172                         | Luca Ascani (ITA)           | 27e                         |
| 173                         | Paul Crake (AUS)            | AB-6                        |
| 174                         | Murilo Fischer (BRA)        | 79e                         |
| 175                         | Cristian Gasperoni (ITA)    | 45e                         |
| 176                         | Massimiliano Gentili (ITA)  | 41e                         |
| 177                         | Sergio Marinangeli (ITA)    | 157e                        |
| 178                         | Filippo Simeoni (ITA)       | AB-4                        |

| Phonak Hearing Systems PHO | Phonak Hearing Systems PHO   | Phonak Hearing Systems PHO |
| -------------------------- | ---------------------------- | -------------------------- |
| Num                        | Coureur                      | Pos                        |
| 181                        | Bert Grabsch (GER)           | 14e                        |
| 182                        | José Ignacio Gutiérrez (ESP) | 23e                        |
| 183                        | Ryder Hesjedal (CAN)         | 37e                        |
| 184                        | Uroš Murn (SLO)              | 75e                        |
| 185                        | Víctor Hugo Peña (COL)       | 25e                        |
| 186                        | Grégory Rast (SUI)           | 76e                        |
| 187                        | Sascha Urweider (SUI)        | NP-7                       |
| 188                        | Steve Zampieri (SUI)         | 140e                       |

| Quick Step-Innergetic QSI | Quick Step-Innergetic QSI | Quick Step-Innergetic QSI |
| ------------------------- | ------------------------- | ------------------------- |
| Num                       | Coureur                   | Pos                       |
| 191                       | Serge Baguet (BEL)        | 58e                       |
| 192                       | Paolo Bettini (ITA)       | AB-3                      |
| 193                       | Davide Bramati (ITA)      | 160e                      |
| 194                       | Steven de Jongh (NED)     | 118e                      |
| 195                       | Servais Knaven (NED)      | 124e                      |
| 196                       | Filippo Pozzato (ITA)     | 33e                       |
| 197                       | Bram Tankink (NED)        | NP-7                      |
| 198                       | Kevin Van Impe (BEL)      | 95e                       |

| Saunier Duval-Prodir SDV | Saunier Duval-Prodir SDV | Saunier Duval-Prodir SDV |
| ------------------------ | ------------------------ | ------------------------ |
| Num                      | Coureur                  | Pos                      |
| 201                      | Rubens Bertogliati (SUI) | 12e                      |
| 202                      | Manuele Mori (ITA)       | NP-7                     |
| 203                      | Marco Pinotti (ITA)      | 113e                     |
| 204                      | Riccardo Riccò (ITA)     | 31e                      |
| 205                      | Guido Trentin (ITA)      | 35e                      |
| 206                      | Leonardo Piepoli (ITA)   | 98e                      |
| 207                      | Luciano Pagliarini (BRA) | 149e                     |
| 208                      | Oliver Zaugg (SUI)       | 93e                      |

| CSC | CSC                     | CSC  |
| --- | ----------------------- | ---- |
| Num | Coureur                 | Pos  |
| 211 | Kurt Asle Arvesen (NOR) | 11e  |
| 212 | Karsten Kroon (NED)     | 9e   |
| 213 | Lars Bak (DEN)          | AB-3 |
| 214 | Fabian Cancellara (SUI) | 105e |
| 215 | Lars Michaelsen (DEN)   | 134e |
| 216 | Ivan Basso (ITA)        | 7e   |
| 217 | Marcus Ljungqvist (SWE) | 108e |
| 218 | Stuart O'Grady (AUS)    | AB-2 |

| LPR | LPR                     | LPR  |
| --- | ----------------------- | ---- |
| Num | Coureur                 | Pos  |
| 221 | Elio Aggiano (ITA)      | 147e |
| 222 | Massimo Iannetti (ITA)  | NP-7 |
| 223 | Gene Bates (AUS)        | 128e |
| 224 | Giuseppe Muraglia (ITA) | 80e  |
| 225 | Michele Maccanti (ITA)  | 94e  |
| 226 | Mikhaylo Khalilov (UKR) | 44e  |
| 227 | Samuele Marzoli (ITA)   | 168e |
| 228 | Daniele Contrini (ITA)  | 102e |

| Team Milram MRM | Team Milram MRM             | Team Milram MRM |
| --------------- | --------------------------- | --------------- |
| Num             | Coureur                     | Pos             |
| 231             | Alessandro Petacchi (ITA)   | 17e             |
| 232             | Erik Zabel (GER)            | 19e             |
| 233             | Alessandro Cortinovis (ITA) | 121e            |
| 234             | Enrico Poitschke (GER)      | 150e            |
| 235             | Fabio Sacchi (ITA)          | 54e             |
| 236             | Alberto Ongarato (ITA)      | NP-4            |
| 237             | Christian Knees (GER)       | 127e            |
| 238             | Marco Velo (ITA)            | 59e             |

| T-Mobile TMO | T-Mobile TMO           | T-Mobile TMO |
| ------------ | ---------------------- | ------------ |
| Num          | Coureur                | Pos          |
| 241          | Lorenzo Bernucci (ITA) | 21e          |
| 242          | Bernhard Kohl (AUT)    | 22e          |
| 243          | Sergueï Ivanov (RUS)   | 43e          |
| 244          | Andreas Klier (GER)    | 53e          |
| 245          | Andreas Klöden (GER)   | 129e         |
| 246          | Bram Schmitz (NED)     | 117e         |
| 247          | Stephan Schreck (GER)  | 63e          |
| 248          | Steffen Wesemann (SUI) | 65e          |

| Rabobank RAB | Rabobank RAB              | Rabobank RAB |
| ------------ | ------------------------- | ------------ |
| Num          | Coureur                   | Pos          |
| 1            | Óscar Freire (ESP)        | 51e          |
| 2            | Thomas Dekker (NED)       | 1er          |
| 3            | Michael Boogerd (NED)     | 5e           |
| 4            | Juan Antonio Flecha (ESP) | 66e          |
| 5            | Pedro Horrillo (ESP)      | 142e         |
| 6            | Bram de Groot (NED)       | 155e         |
| 7            | Marc Wauters (BEL)        | 165e         |
| 8            | Thorwald Veneberg (NED)   | AB-6         |

| Acqua & Sapone ASA | Acqua & Sapone ASA       | Acqua & Sapone ASA |
| ------------------ | ------------------------ | ------------------ |
| Num                | Coureur                  | Pos                |
| 11                 | Aleksandr Arekeev (RUS)  | 40e                |
| 12                 | Gabriele Balducci (ITA)  | 161e               |
| 13                 | Giuseppe Palumbo (ITA)   | 130e               |
| 14                 | Simone Masciarelli (ITA) | AB-6               |
| 15                 | Rinaldo Nocentini (ITA)  | 13e                |
| 16                 | Andrus Aug (EST)         | 154e               |
| 17                 | Mauricio Soler (COL)     | 50e                |
| 18                 | Andrea Tonti (ITA)       | NP-4               |

| AG2R Prévoyance A2R | AG2R Prévoyance A2R   | AG2R Prévoyance A2R |
| ------------------- | --------------------- | ------------------- |
| Num                 | Coureur               | Pos                 |
| 21                  | Sylvain Calzati (FRA) | AB-6                |
| 22                  | Íñigo Chaurreau (ESP) | 138e                |
| 23                  | Simon Gerrans (AUS)   | NP-6                |
| 24                  | Yuriy Krivtsov (UKR)  | 48e                 |
| 25                  | Laurent Mangel (FRA)  | 159e                |
| 26                  | Mark Scanlon (IRL)    | 144e                |
| 27                  | Ludovic Turpin (FRA)  | AB-6                |
| 28                  | Aliaksandr Usau (BLR) | AB-6                |

| Barloworld BAR | Barloworld BAR            | Barloworld BAR |
| -------------- | ------------------------- | -------------- |
| Num            | Coureur                   | Pos            |
| 31             | Pedro Arreitunandia (ESP) | 24e            |
| 32             | Igor Astarloa (ESP)       | 69e            |
| 33             | Giampaolo Cheula (ITA)    | 104e           |
| 34             | Mads Christensen (DEN)    | 111e           |
| 35             | Enrico Degano (ITA)       | 166e           |
| 36             | Alexander Efimkin (RUS)   | 84e            |
| 37             | Mauro Facci (ITA)         | 146e           |
| 38             | Hugo Sabido (POR)         | 15e            |

| Bouygues Telecom BTL | Bouygues Telecom BTL   | Bouygues Telecom BTL |
| -------------------- | ---------------------- | -------------------- |
| Num                  | Coureur                | Pos                  |
| 41                   | Walter Bénéteau (FRA)  | 67e                  |
| 42                   | Olivier Bonnaire (FRA) | 78e                  |
| 43                   | Andy Flickinger (FRA)  | 153e                 |
| 44                   | Anthony Geslin (FRA)   | 62e                  |
| 45                   | Rony Martias (FRA)     | AB-6                 |
| 46                   | Alexandre Pichot (FRA) | 106e                 |
| 47                   | Franck Renier (FRA)    | 131e                 |
| 48                   | Matthieu Sprick (FRA)  | AB-4                 |

| Caisse d'Épargne-Illes Balears CEI | Caisse d'Épargne-Illes Balears CEI | Caisse d'Épargne-Illes Balears CEI |
| ---------------------------------- | ---------------------------------- | ---------------------------------- |
| Num                                | Coureur                            | Pos                                |
| 51                                 | Vladimir Efimkin (RUS)             | 68e                                |
| 52                                 | Imanol Erviti (ESP)                | 46e                                |
| 53                                 | Mathieu Perget (FRA)               | 122e                               |
| 54                                 | Isaac Gálvez (ESP)                 | AB-3                               |
| 55                                 | José Iván Gutiérrez (ESP)          | AB-1                               |
| 56                                 | Pablo Lastras (ESP)                | 38e                                |
| 57                                 | Iker Leonet (ESP)                  | 92e                                |
| 58                                 | Constantino Zaballa (ESP)          | 26e                                |

| Ceramica Panaria-Navigare PAN | Ceramica Panaria-Navigare PAN | Ceramica Panaria-Navigare PAN |
| ----------------------------- | ----------------------------- | ----------------------------- |
| Num                           | Coureur                       | Pos                           |
| 61                            | Mirko Allegrini (ITA)         | 132e                          |
| 62                            | Fortunato Baliani (ITA)       | 70e                           |
| 63                            | Paride Grillo (ITA)           | 114e                          |
| 64                            | Sergiy Matveyev (UKR)         | 158e                          |
| 65                            | Luca Mazzanti (ITA)           | 34e                           |
| 66                            | Matteo Priamo (ITA)           | 152e                          |
| 67                            | Maximiliano Richeze (ARG)     | 145e                          |
| 68                            | Emanuele Sella (ITA)          | AB-2                          |

| Cofidis-Le Crédit par Téléphone COF | Cofidis-Le Crédit par Téléphone COF | Cofidis-Le Crédit par Téléphone COF |
| ----------------------------------- | ----------------------------------- | ----------------------------------- |
| Num                                 | Coureur                             | Pos                                 |
| 71                                  | Leonardo Bertagnolli (ITA)          | 6e                                  |
| 72                                  | Jimmy Casper (FRA)                  | 164e                                |
| 73                                  | Arnaud Coyot (FRA)                  | 125e                                |
| 74                                  | Bingen Fernández (ESP)              | 86e                                 |
| 75                                  | Amaël Moinard (FRA)                 | 77e                                 |
| 76                                  | Cristian Moreni (ITA)               | 64e                                 |
| 77                                  | Luis Pérez Rodríguez (ESP)          | 143e                                |
| 78                                  | Frédéric Bessy (FRA)                | 97e                                 |

| Crédit Agricole C.A | Crédit Agricole C.A       | Crédit Agricole C.A |
| ------------------- | ------------------------- | ------------------- |
| Num                 | Coureur                   | Pos                 |
| 81                  | Francesco Bellotti (ITA)  | 110e                |
| 82                  | László Bodrogi (HUN)      | 151e                |
| 83                  | Sébastien Hinault (FRA)   | 115e                |
| 84                  | Thor Hushovd (NOR)        | 28e                 |
| 85                  | Christophe Le Mével (FRA) | 41e                 |
| 86                  | Cyril Lemoine (FRA)       | 96e                 |
| 87                  | Jaan Kirsipuu (EST)       | AB-3                |
| 88                  | Nicolas Vogondy (FRA)     | 89e                 |

| Davitamon-Lotto DVL | Davitamon-Lotto DVL     | Davitamon-Lotto DVL |
| ------------------- | ----------------------- | ------------------- |
| Num                 | Coureur                 | Pos                 |
| 91                  | Wim De Vocht (BEL)      | 156e                |
| 92                  | Björn Leukemans (BEL)   | 109e                |
| 93                  | Robbie McEwen (AUS)     | 136e                |
| 94                  | Fred Rodriguez (USA)    | AB-3                |
| 95                  | Léon van Bon (NED)      | AB-4                |
| 96                  | Peter Van Petegem (BEL) | 88e                 |
| 97                  | Wim Vansevenant (BEL)   | 126e                |
| 98                  | Henk Vogels (AUS)       | 135e                |

| Discovery Channel DSC | Discovery Channel DSC    | Discovery Channel DSC |
| --------------------- | ------------------------ | --------------------- |
| Num                   | Coureur                  | Pos                   |
| 101                   | Michael Barry (CAN)      | 53e                   |
| 102                   | Stijn Devolder (BEL)     | 119e                  |
| 103                   | Viatcheslav Ekimov (RUS) | 74e                   |
| 104                   | Tom Danielson (USA)      | 10e                   |
| 105                   | George Hincapie (USA)    | 8e                    |
| 106                   | Leif Hoste (BEL)         | 61e                   |
| 107                   | Paolo Savoldelli (ITA)   | 4e                    |
| 108                   | Pavel Padrnos (CZE)      | 85e                   |

| Euskaltel-Euskadi EUS | Euskaltel-Euskadi EUS    | Euskaltel-Euskadi EUS |
| --------------------- | ------------------------ | --------------------- |
| Num                   | Coureur                  | Pos                   |
| 111                   | Joseba Albizu (ESP)      | 101e                  |
| 112                   | Unai Etxebarria (VEN)    | 91e                   |
| 113                   | David Herrero (ESP)      | 120e                  |
| 114                   | Rubén Pérez (ESP)        | 55e                   |
| 115                   | Iñaki Isasi (ESP)        | 29e                   |
| 116                   | Beñat Albizuri (ESP)     | 136e                  |
| 117                   | David López García (ESP) | 36e                   |
| 118                   | Roberto Laiseka (ESP)    | 162e                  |

| La Française des jeux FDJ | La Française des jeux FDJ | La Française des jeux FDJ |
| ------------------------- | ------------------------- | ------------------------- |
| Num                       | Coureur                   | Pos                       |
| 121                       | Ludovic Auger (FRA)       | 82e                       |
| 122                       | Mickaël Delage (FRA)      | 148e                      |
| 123                       | Bernhard Eisel (AUT)      | 100e                      |
| 124                       | Arnaud Gérard (FRA)       | 141e                      |
| 125                       | Philippe Gilbert (BEL)    | 39e                       |
| 126                       | Frédéric Guesdon (FRA)    | 72e                       |
| 127                       | Christophe Mengin (FRA)   | 107e                      |
| 128                       | Cyrille Monnerais (FRA)   | 49e                       |

| Gerolsteiner GST | Gerolsteiner GST       | Gerolsteiner GST |
| ---------------- | ---------------------- | ---------------- |
| Num              | Coureur                | Pos              |
| 131              | Levi Leipheimer (USA)  | AB-7             |
| 132              | René Haselbacher (AUT) | 163e             |
| 133              | Frank Høj (DEN)        | 116e             |
| 134              | David Kopp (GER)       | 47e              |
| 135              | Sven Krauss (GER)      | NP-5             |
| 136              | Andrea Moletta (ITA)   | 20e              |
| 137              | Davide Rebellin (ITA)  | 11e              |
| 138              | Fabian Wegmann (GER)   | 18e              |

| Lampre-Fondital LAM | Lampre-Fondital LAM      | Lampre-Fondital LAM |
| ------------------- | ------------------------ | ------------------- |
| Num                 | Coureur                  | Pos                 |
| 141                 | Daniele Bennati (ITA)    | NP-2                |
| 142                 | Giuliano Figueras (ITA)  | 81e                 |
| 143                 | Daniele Righi (ITA)      | 30e                 |
| 144                 | Ruggero Marzoli (ITA)    | NP-5                |
| 145                 | Alessandro Ballan (ITA)  | 3e                  |
| 146                 | Paolo Fornaciari (ITA)   | 103e                |
| 147                 | Salvatore Commesso (ITA) | 137e                |
| 148                 | Claudio Corioni (ITA)    | 99e                 |

| Liberty Seguros-Würth LSW | Liberty Seguros-Würth LSW  | Liberty Seguros-Würth LSW |
| ------------------------- | -------------------------- | ------------------------- |
| Num                       | Coureur                    | Pos                       |
| 151                       | Giampaolo Caruso (ITA)     | 56e                       |
| 152                       | Jörg Jaksche (GER)         | 2e                        |
| 153                       | Aaron Kemps (AUS)          | 112e                      |
| 154                       | Isidro Nozal (ESP)         | 60e                       |
| 155                       | Javier Ramírez Abeja (ESP) | 73e                       |
| 156                       | José Joaquín Rojas (ESP)   | 90e                       |
| 157                       | Michele Scarponi (ITA)     | 57e                       |
| 158                       | Ángel Vicioso (ESP)        | 31e                       |

| Liquigas LIQ | Liquigas LIQ                 | Liquigas LIQ |
| ------------ | ---------------------------- | ------------ |
| Num          | Coureur                      | Pos          |
| 161          | Magnus Bäckstedt (SWE)       | 167e         |
| 162          | Danilo Di Luca (ITA)         | 133e         |
| 163          | Stefano Garzelli (ITA)       | 16e          |
| 164          | Marco Milesi (ITA)           | AB-4         |
| 165          | Luca Paolini (ITA)           | 71e          |
| 166          | Franco Pellizotti (ITA)      | 83e          |
| 167          | Alessandro Spezialetti (ITA) | AB-7         |
| 168          | Stefano Zanini (ITA)         | 123e         |

| Naturino-Sapore di Mare NSM | Naturino-Sapore di Mare NSM | Naturino-Sapore di Mare NSM |
| --------------------------- | --------------------------- | --------------------------- |
| Num                         | Coureur                     | Pos                         |
| 171                         | Valerio Agnoli (ITA)        | 87e                         |
| 172                         | Luca Ascani (ITA)           | 27e                         |
| 173                         | Paul Crake (AUS)            | AB-6                        |
| 174                         | Murilo Fischer (BRA)        | 79e                         |
| 175                         | Cristian Gasperoni (ITA)    | 45e                         |
| 176                         | Massimiliano Gentili (ITA)  | 41e                         |
| 177                         | Sergio Marinangeli (ITA)    | 157e                        |
| 178                         | Filippo Simeoni (ITA)       | AB-4                        |

| Phonak Hearing Systems PHO | Phonak Hearing Systems PHO   | Phonak Hearing Systems PHO |
| -------------------------- | ---------------------------- | -------------------------- |
| Num                        | Coureur                      | Pos                        |
| 181                        | Bert Grabsch (GER)           | 14e                        |
| 182                        | José Ignacio Gutiérrez (ESP) | 23e                        |
| 183                        | Ryder Hesjedal (CAN)         | 37e                        |
| 184                        | Uroš Murn (SLO)              | 75e                        |
| 185                        | Víctor Hugo Peña (COL)       | 25e                        |
| 186                        | Grégory Rast (SUI)           | 76e                        |
| 187                        | Sascha Urweider (SUI)        | NP-7                       |
| 188                        | Steve Zampieri (SUI)         | 140e                       |

| Quick Step-Innergetic QSI | Quick Step-Innergetic QSI | Quick Step-Innergetic QSI |
| ------------------------- | ------------------------- | ------------------------- |
| Num                       | Coureur                   | Pos                       |
| 191                       | Serge Baguet (BEL)        | 58e                       |
| 192                       | Paolo Bettini (ITA)       | AB-3                      |
| 193                       | Davide Bramati (ITA)      | 160e                      |
| 194                       | Steven de Jongh (NED)     | 118e                      |
| 195                       | Servais Knaven (NED)      | 124e                      |
| 196                       | Filippo Pozzato (ITA)     | 33e                       |
| 197                       | Bram Tankink (NED)        | NP-7                      |
| 198                       | Kevin Van Impe (BEL)      | 95e                       |

| Saunier Duval-Prodir SDV | Saunier Duval-Prodir SDV | Saunier Duval-Prodir SDV |
| ------------------------ | ------------------------ | ------------------------ |
| Num                      | Coureur                  | Pos                      |
| 201                      | Rubens Bertogliati (SUI) | 12e                      |
| 202                      | Manuele Mori (ITA)       | NP-7                     |
| 203                      | Marco Pinotti (ITA)      | 113e                     |
| 204                      | Riccardo Riccò (ITA)     | 31e                      |
| 205                      | Guido Trentin (ITA)      | 35e                      |
| 206                      | Leonardo Piepoli (ITA)   | 98e                      |
| 207                      | Luciano Pagliarini (BRA) | 149e                     |
| 208                      | Oliver Zaugg (SUI)       | 93e                      |

| CSC | CSC                     | CSC  |
| --- | ----------------------- | ---- |
| Num | Coureur                 | Pos  |
| 211 | Kurt Asle Arvesen (NOR) | 11e  |
| 212 | Karsten Kroon (NED)     | 9e   |
| 213 | Lars Bak (DEN)          | AB-3 |
| 214 | Fabian Cancellara (SUI) | 105e |
| 215 | Lars Michaelsen (DEN)   | 134e |
| 216 | Ivan Basso (ITA)        | 7e   |
| 217 | Marcus Ljungqvist (SWE) | 108e |
| 218 | Stuart O'Grady (AUS)    | AB-2 |

| LPR | LPR                     | LPR  |
| --- | ----------------------- | ---- |
| Num | Coureur                 | Pos  |
| 221 | Elio Aggiano (ITA)      | 147e |
| 222 | Massimo Iannetti (ITA)  | NP-7 |
| 223 | Gene Bates (AUS)        | 128e |
| 224 | Giuseppe Muraglia (ITA) | 80e  |
| 225 | Michele Maccanti (ITA)  | 94e  |
| 226 | Mikhaylo Khalilov (UKR) | 44e  |
| 227 | Samuele Marzoli (ITA)   | 168e |
| 228 | Daniele Contrini (ITA)  | 102e |

| Team Milram MRM | Team Milram MRM             | Team Milram MRM |
| --------------- | --------------------------- | --------------- |
| Num             | Coureur                     | Pos             |
| 231             | Alessandro Petacchi (ITA)   | 17e             |
| 232             | Erik Zabel (GER)            | 19e             |
| 233             | Alessandro Cortinovis (ITA) | 121e            |
| 234             | Enrico Poitschke (GER)      | 150e            |
| 235             | Fabio Sacchi (ITA)          | 54e             |
| 236             | Alberto Ongarato (ITA)      | NP-4            |
| 237             | Christian Knees (GER)       | 127e            |
| 238             | Marco Velo (ITA)            | 59e             |

| T-Mobile TMO | T-Mobile TMO           | T-Mobile TMO |
| ------------ | ---------------------- | ------------ |
| Num          | Coureur                | Pos          |
| 241          | Lorenzo Bernucci (ITA) | 21e          |
| 242          | Bernhard Kohl (AUT)    | 22e          |
| 243          | Sergueï Ivanov (RUS)   | 43e          |
| 244          | Andreas Klier (GER)    | 53e          |
| 245          | Andreas Klöden (GER)   | 129e         |
| 246          | Bram Schmitz (NED)     | 117e         |
| 247          | Stephan Schreck (GER)  | 63e          |
| 248          | Steffen Wesemann (SUI) | 65e          |